# Monarquia de Noruega
Monarca da Noruega é o título do chefe de Estado da Noruega, que é uma monarquia constitucional com um sistema parlamentar de governo. A monarquia norueguesa  pode traçar sua origem até o reinado de Haroldo I e os pequenos reinos anteriores da Noruega  que foram unidos para formar o país, sendo que por muito tempo ele foi unido com os reinos da Suécia e da Dinamarca.
O  atual soberano é o Rei Haroldo V,  que tem reinado desde 17 de janeiro de 1991. O herdeiro do trono é o seu filho, o Príncipe herdeiro Haakon. O Príncipe atua em várias funções cerimoniais públicas, assim como a esposa do Rei, a Rainha Sônia. O Príncipe herdeiro também atua como regente na ausência do pai. Existem vários outros membros da família real, incluindo a filha do Rei, netos e irmãos. A casa real é um ramo da família principesca da Glücksburg, originalmente vinda a partir da casa de Schleswig-Holstein na Alemanha, a  mesma casa real da família real da  Dinamarca e da Grécia.
Enquanto a Constituição da Noruega concede poderes executivos importantes para o Rei, estas são quase sempre exercidas pelo Conselho de Estado Norueguês em nome do rei (Conselho do Rei, ou gabinete). Formalmente o Rei nomeia o governo de acordo com seu próprio julgamento, mas o sistema parlamentar  está em vigor desde 1884. A prática constitucional substituiu o significado da palavra rei na maioria dos artigos da constituição norueguesa transferindo os poderes da prerrogativa real ao governo eleito. Os poderes do monarca são significativos, mas são tratados apenas como reserva de poderes e como parte de segurança importante do papel da monarquia.
As funções do Rei são principalmente cerimoniais. Ele ratifica leis e resoluções reais, recebe e envia emissários para países estrangeiros e recebe visitas de chefes de estado. Ele tem uma influência mais tangível como um símbolo da unidade nacional. O discurso anual é a oportunidade em que o rei tradicionalmente levanta questões relacionadas com aspectos negativos da sociedade. O Rei também é "Alto Protetor" da Igreja da Noruega (a igreja do Estado), comandante supremo das forças armadas e da Noruega,  grão-mestre da  Real Ordem de Santo Olavo e da  Ordem Real Norueguesa de Mérito.

## História
A posição de Rei da Noruega tem tido sua existência contínua desde a unificação da Noruega em 872. Apesar de a Noruega ter sido oficialmente um reino hereditário ao longo desse tempo todo, houve vários momentos de monarquia eletiva, o mais recente foi em 1905 quando Haakon VII foi eleito pelo povo da Noruega para a posição do rei através de um plebiscito. Em anos recentes, os membros do Partido Socialista de Esquerda propuseram a abolição da monarquia durante cada nova sessão de parlamento da Noruega, embora sem qualquer probabilidade de sucesso. Isso dá à monarquia norueguesa o único status de ser uma família real de eleição popular e receber regularmente confirmações formais de apoio do Storting. 

### Reino germânico
Antes e na fase inicial do Era Viquingue, a Noruega foi dividida em vários reinos menores. Estes eram pensados para seguir a mesma tradição de outras  monarquias germânicas da época. O rei era geralmente eleito pelos maiores agricultores da região e servia principalmente como juiz durante as assembleias populares, como um padre durante os sacrifícios e como um líder militar durante as guerras.
Haroldo I foi o primeiro rei da Noruega. A data da primeira formação de um reino unificado norueguês está definida em 872, quando ele derrotou os últimos reis insignificantes que resistiam a ele na Batalha de Hafrsfjord. No entanto, a consolidação de seu poder levou muitos anos. As fronteiras do reino de Haroldo I não eram idênticas aos da atual Noruega, e após a sua morte o reino foi dividido entre seus filhos. Alguns historiadores colocam a ênfase no controle real sobre o país monárquico e afirmam que Olavo II chamado de São Olavo, que reinou de 1015 a 1028, foi o primeiro rei a controlar todo o país. Olavo é geralmente considerado a força motriz por trás conversão final da Noruega ao cristianismo. Além disso, ele foi reverenciado em 1031 como Perpetuum Norvegiæ Rex (latim: Rei Eterno da Noruega) e, posteriormente, a lei norueguesa de sucessão de 1163 afirmou que todas as reis após o filho de Olavo II, Magno I, não eram monarcas independentes, mas vassalos mantendo a Noruega como um feudo de São Olavo 

### Idade Média

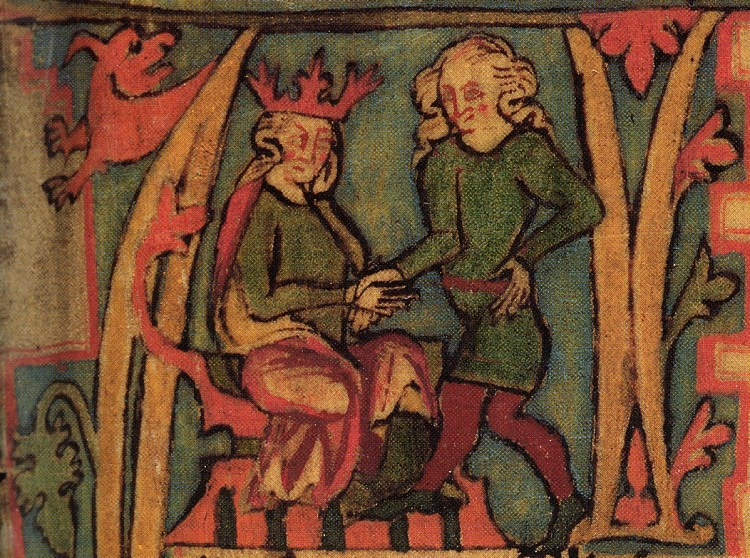
O rei Haroldo recebe a Noruega das mãos de seu pai nesse desenho do século XIV

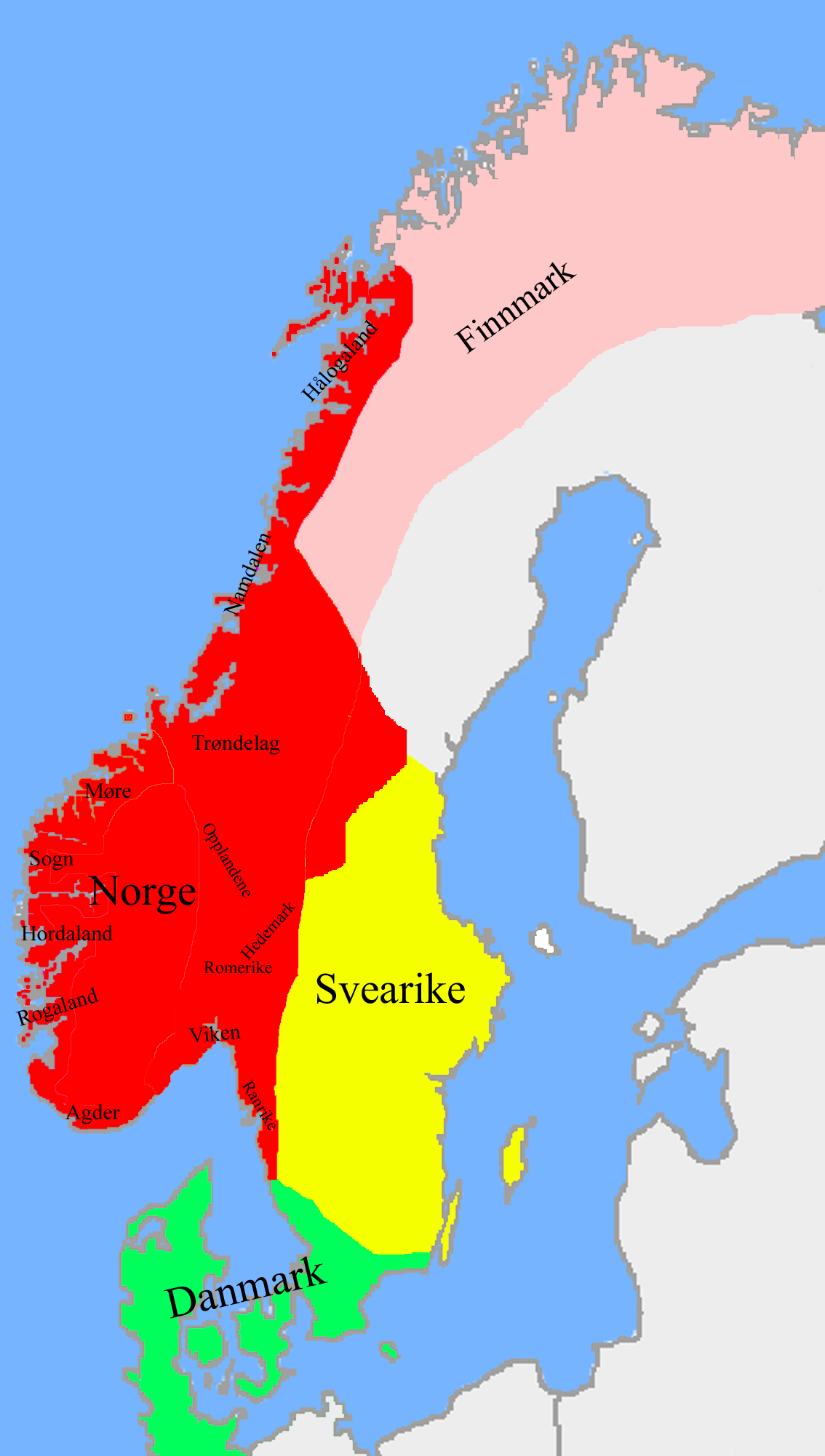
A Noruega durante o reinado de São Olavo

Nos séculos XII e XIII,  o reino da Noruega estava no seu auge geográfico e cultural. O reino incluía a Noruega (incluindo o que são agora a Suécia , as províncias de Jemtlândia, Herdália, Särna, Idre e Bohuslän) e a  Islândia, as  Ilhas Feroé, Groenlândia, Shetland, Orkney e outras áreas menores que nos dias de hoje faz parte Reino Unido. O rei tinha relações diplomáticas com a maioria dos reinos europeus.
Na tradição da monarquia germânica o rei tinha que ser eleito por uma assembleia representativa de nobres. Os homens elegíveis para o pleito tinham que ser de sangue real,  sendo que o filho mais velho do rei anterior não era automaticamente escolhido. Durante a  guerra civil da Noruega, as leis confusas de sucessão e prática de partilha de poder entre os reis geraram vários conflitos pessoais. Através dos séculos, os reis consolidaram seu poder e, posteriormente, uma lei de sucessão rigorosa feita na Noruega tornou o país um reino hereditário. Na prática, o rei era eleito pelo Riksråd de uma forma semelhante à Dinamarca. Ele aderia a um håndfæstning e governava no conselho de nobres noruegueses de acordo com as leis existentes.
Após a morte de Haakon VI em 1380, seu filho Olavo IV conseguiu ambos os tronos da Noruega e da Dinamarca, sendo também eleito rei de Suécia. Após a sua morte na idade de 17 anos, sua mãe Margarida I uniu os três reinos escandinavos sob uma coroa, a União de Kalmar. A morte de Olavo extinguiu a linhagem real norueguesa do sexo masculino. Ele também foi o último rei da Noruega a nascer em solo norueguês nos 567 anos seguintes.
A Peste Negra de 1349-1351 foi um fator contribuinte para o declínio da monarquia norueguesa, pois tanto as famílias nobres como a população em geral foram gravemente afetadas pela doença. Mas o fator mais devastador para a nobreza e a monarquia na Noruega foi o acentuado declínio no rendimento das suas propriedades. Muitas fazendas foram abandonadas e os aluguéis e impostos entraram em colapso. Isso deixou a monarquia norueguesa enfraquecida em termos de mão de obra, suporte da nobreza, capacidade de defesa e poder econômico.

### União de Kalmar
A União de Kalmar tornou-se possível não só pelos acontecimentos complexos nas dinastias reais da Escandinávia, mas também foi, entre outras coisas, uma reação direta às políticas expansivas e agressivas da Liga Hanseática.
Em 6 de junho de 1523, a Suécia deixou a união permanentemente, deixando a Noruega, em uma união desigual com um rei dinamarquês que já embarcava em uma era de governo centralizador da união. 
Nos séculos seguintes, a monarquia norueguesa foi caracterizada por reis em sua maioria residentes no exterior. Isso enfraqueceu as estruturas monárquicas que regiam a Noruega, e o Riksråd, por exemplo, foi gradualmente minado pois os nobres noruegueses não foram capazes de conquistar a confiança do rei na mesma medida que fizeram seus colegas dinamarqueses. O rei era também não era capaz de governar de acordo com as necessidades da Noruega com a distância significativa que ele e seus assessores tinham do país.
A Noruega foi um dos poucos países onde a arquidiocese foi coincidente com o território nacional. A igreja foi, portanto, um fator importante na tentativa de manter a monarquia norueguesa em separado. No século XVI, a luta pelo poder entre os nobres e o rei culminou, ao mesmo tempo, com a Reforma Protestante. Isso levou a um conjunto de eventos em que a luta contra a dominação dinamarquesa na Noruega foi conjugada com a luta contra a reforma. Quando ambas fracassaram os foram terríveis. Os bispos católicos da Noruega foram substituídos por dinamarqueses e a igreja norueguesa foi subjugada e feita em toda dinamarquesa. O Riksråd norueguês foi abolido em 1536 e mais e mais homens foram nomeados para cargos importantes na Noruega.

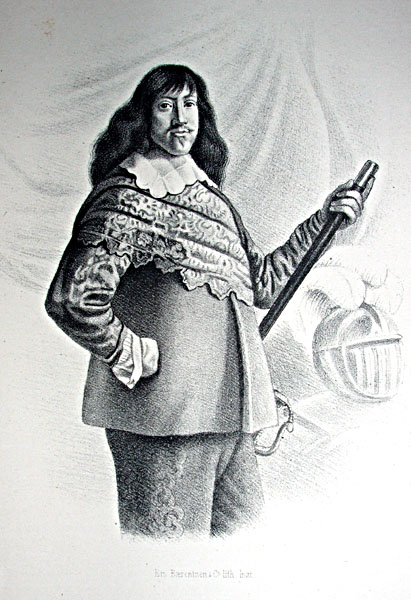
Rei Frederico III.

Os nobres dinamarqueses levaram o rei a reduzir a Noruega a uma província dinamarquesa a fim de ganhar mais controle na eleição dos futuros reis. No entanto, a natureza hereditária da monarquia norueguesa significava que o rei tinha de manter o princípio básico da Noruega como um reino separado e soberano. Se os nobres dinamarqueses elegessem alguém como o rei que não fosse o próximo na linha de sucessão ao trono, a união seria dissolvida. Isso deu ao rei a supremacia nas negociações para a håndfesting. Herdeiros em potencial para a Noruega estavam presentes tanto nas dinastias reais da Suécia e na casa de Schleswig-Holstein; por isso, se o rei da Dinamarca não pudesse afirmar a sua posição como rei da Noruega, essas pessoas poderiam.
Durante este tempo, os reis dinamarqueses estavam mais preocupados com a segurança dos territórios marginais tradicionalmente dinamarqueses e portanto, davam pouca atenção em manter os interesses da Noruega. Como resultado, Jemtland, Herjedalen, Båhuslen, Shetland e Orkney foram perdidos para a Suécia e Escócia. Além disso, todo o contato com a Gronelândia se perdeu. 
Em 1661, Frederico III introduziu a monarquia absoluta na Dinamarca e Noruega e introduziu novas leis em ambos os países para conseguir o feito. Até aquele momento, a lei criada por  Magno VI dada em 1274 e 1276 tinha sido a lei da Noruega. As leis norueguesas de Cristiano IV eram na verdade uma tradução para o dinamarquês das leis antigas. Em 1661 também marca o ponto onde os últimos restos do governo local de representação foram removidos e tiveram que ser reconstruídas.

### Movimentos de libertação

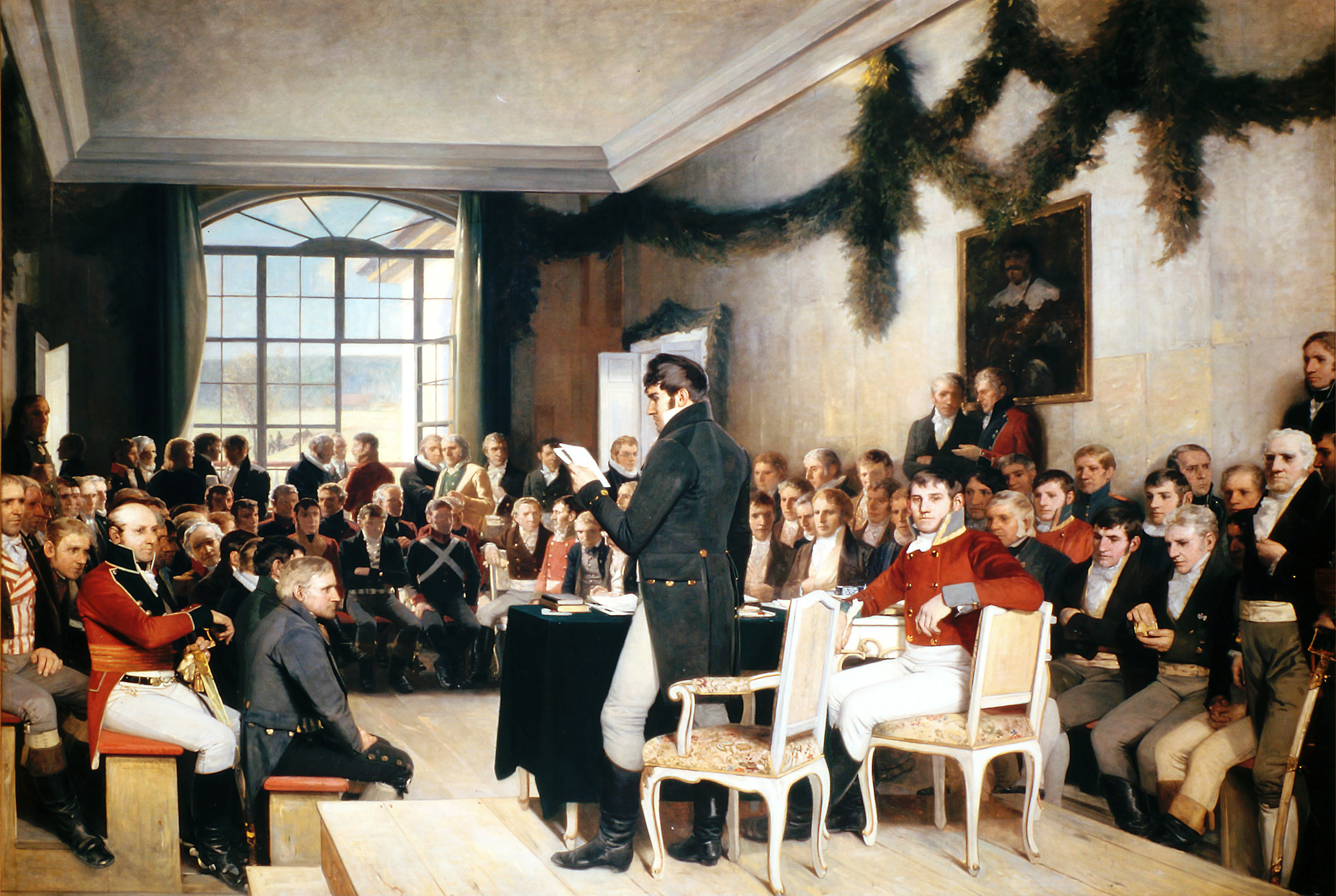
Uma assembleia constitucional em Eidsvoll em 1814.

Durante as Guerras Napoleônicas, a união Dinamarca-Noruega alinhou-se com a França. Quando Napoleão perdeu a guerra, o rei foi forçado a ceder a Noruega para o rei da Suécia sob o Tratado de Kiel em 1814. Foi proposto inicialmente que as dependências norueguesas da Groenlândia, Islândia e ilhas Faroé permaneceriam com a Noruega, mas esse ponto foi retirado durante as negociações para que tais territórios virassem dinamarquesas.
Ao ouvir a notícia do tratado, o príncipe Cristiano Frederico, vice-rei residente na Noruega, participou na fundação de um movimento de independência da Noruega. O movimento de independência foi bem-sucedido, em parte devido ao apoio clandestino da coroa da dinamarquesa, mas também por causa do forte desejo de independência na Noruega.
Em 10 de abril, uma assembleia nacional se reuniu em Eidsvoll para decidir sobre uma constituição. A  Noruega finalmente declarou sua independência em 17 de maio de 1814, elegendo como rei Cristiano Frederico. Uma curta guerra com a Suécia no final daquele ano terminou com a Convenção de Moss. Isto levou à expulsão de Cristiano Frederico, e com o Storting elegendo Carlos XIII como Rei da Noruega, criando a união entre a Suécia e a Noruega. Por sua vez, o rei reconheceu a constituição norueguesa, que só foi alterada para facilitar a união. 
O resultado final foi que a monarquia norueguesa tornou-se um monarquia constitucional. Nesta nova união, o rei era muito mais próximo dos noruegueses do que no sistema anterior dinamarquês. A única área da política que não estava nas mãos dos noruegueses foi política externa. 
A Noruega tinha sido trazida para os novos desenvolvimentos do mundo assim como aconteceu com a Dinamarca. No entanto, com a o rompimento os noruegueses foram capazes de forjar um desenvolvimento político mais progressista do que na união com a  Dinamarca. Este último só introduziu uma monarquia constitucional 35 anos depois da Noruega. O parlamentarismo foi introduzido na Noruega 17 anos antes da Dinamarca e 33 anos antes de a Suécia.

Estandarte real da Noruega

### União com a Suécia
O Tratado de Kiel estipulava que a Noruega seria cedido pelo rei da Dinamarca-Noruega ao rei da Suécia. Esta foi, porém, rejeitada na Noruega, onde movimentos de independência criavam força. Uma assembleia constituinte norueguesa foi convocada, e uma constituição liberal foi adotada em 17 de maio de 1814. Uma curta guerra se seguiu, terminando em um novo acordo entre o parlamento norueguês e o rei sueco. 
A Convenção de Moss foi, de um ponto de vista da Noruega, uma melhoria significativa nos termos ditados para a Dinamarca-Noruega no tratado de Kiel. Nomeadamente, a Noruega não era mais uma conquista da Suécia, mas sim uma parte igual na união pessoal de dois estados independentes. Os princípios e os conteúdos da constituição norueguesa foram preservados, com apenas as emendas necessárias para permitir a união com a Suécia. A Noruega manteve o seu próprio parlamento e instituições separadas, com exceção do rei e dos serviços estrangeiros em comum. 
O parlamento da Noruega desejava propor leis norueguesas, sem interferência da Suécia, sendo essas aprovadas pelo rei em comum na sua qualidade de rei da Noruega. O rei ocasionalmente promulgava leis desfavoráveis para a Suécia. Como o movimento de independência total da Noruega ganhou impulso, o rei aprovou a construção de fortalezas e navios de guerra destinados a defender a Noruega contra uma invasão sueca. 
A união foi, no entanto, marcada pelo "constante e crescente descontentamento em estar em uma união de qualquer tipo com a Suécia". O Storting começou a propor leis para reduzir o poder do rei ou para afirmar a independência da Noruega. Tais ações na maioria das vezes era vetadas pelo rei, mas como ele só tinha o direito de veto na mesma lei apenas duas vezes, estas acabavam por ser aprovadas. Já a constituição de 1814 especificava que a Noruega teria uma bandeira nacional em separado, e o desenho atual foi introduzido em 1821. As bandeiras de ambos os reinos foram remodeladas em 1844 para indicar sua condição de igualdade dentro da união. 
Na época, a Casa Real de Bernadotte tinha pretensões de ser uma casa real norueguesa também. O Palácio Real em Oslo foi construído durante este período. Havia uma coroação s em separado em Trondheim, tal como estipulava a constituição. Os príncipes reais até possuíam uma residência de caça na  Noruega. O rei  Oscar II falava e escrevia fluentemente norueguês.

### Independência total
Em 1905, uma série de disputas entre o parlamento e o rei culminou com a questão de separar os representantes consulares noruegueses. A Noruega tinha crescido e se tornado uma das maiores líderes de nações no mundo em transportes marítimos, enquanto que a Suécia mantinha o controle de ambos os corpos diplomáticos e consulares. Os suecos tinham pouco conhecimento na matéria de navios e os empresários precisavam de ajuda diplomática em várias cidades de embarque importantes. A demanda por separação dos cônsules noruegueses era visto como muita importância pelo parlamento norueguês. O Storting propôs uma lei que estabelecia um consulado norueguês em separado, mas o rei Oscar II recusou-se a ratificar a lei e, posteriormente, o gabinete norueguês acabou renunciando. O rei não foi capaz de formar qualquer outro governo que tivesse o apoio do parlamento e, como tal, considerou-se que ele não poderia mais atuar como rei da Noruega.
O povo norueguês deu o seu consentimento em um plebiscito realizado em 13 de agosto, que resultou em uma esmagadora contagem de 368.208 votos (99,95%) em favor da dissolução da união com a Suécia, contra 184 (0,05%) contra, com 85 por cento dos votantes sendo homens noruegueses. Nenhuma mulher votou, pois o sufrágio universal não seria concedido até 1913, embora as feministas norueguesas tenham recolhido mais de 200 mil assinaturas em favor da dissolução.
Em 12 de novembro e 13 de novembro, no segundo plebiscito constitucional em três meses, os eleitores da Noruega decidiram por maioria em manter a monarquia em vez de estabelecer uma república.
Durante o verão, uma delegação norueguesa já havia abordado o príncipe Carlos da Dinamarca, então com 33 anos, segundo filho de Frederico da Dinamarca. O parlamento norueguês tinha considerado  outros candidatos, mas finalmente escolheu o príncipe Carlos, em parte porque ele já tinha um filho para continuar a linha de sucessão, sem contar que Carlos era casado com Maud de Gales, filha de Eduardo VII do Reino Unido. Trazendo um rei com laços com a realeza britânica, esperava-se que a Noruega tivesse apoio da Grã-Bretanha.
O príncipe Carlos impressionou a delegação de muitas maneiras, não apenas por causa de sua sensibilidade aos movimentos liberais e democráticos que levaram à independência da Noruega. Embora a constituição norueguesa estipulasse que o Storting poderia escolher um novo rei, se o trono estivesse vago, Carlos estava ciente de que muitos noruegueses - incluindo líderes políticos e altos oficiais militares – estavam a favor de uma forma republicana de governo. Tendo em vista que a tentativa de  convencer o príncipe a aceitar o trono com base da escolha do parlamento havia falhado; Carlos insistiu que ele aceitaria a coroa se o povo norueguês manifestasse a sua vontade para a monarquia realizando um referendo e se o parlamento o fizesse rei. 
Após o plebiscito de novembro com os noruegueses afirmando o seu desejo por uma monarquia, o parlamento por uma maioria esmagadora ofereceu a Carlos um mandato ao trono da Noruega em 18 de novembro. O príncipe aceitou na mesma noite, e escolheu o nome Haakon, um nome tradicional usado pelos reis noruegueses. O último rei com esse nome foi Haakon VI, que morreu no ano de 1380. 
O novo rei, portanto, tornou-se Haakon VII, rei da Noruega. Seu filho de dois anos de idade Alexander, o herdeiro aparente, foi rebatizado de Olavo e tornou-se príncipe herdeiro Olavo. A família real chegou à nova capital Cristiânia (mais tarde Oslo) em 25 de novembro. Haakon VII foi empossado como rei da Noruega em 27 de novembro.

### Uma nova monarquia
Os primeiros anos da nova monarquia norueguesa foram marcados por uma escassez de fundos. O Estado norueguês era pobre e os recursos eram necessários para manutenção do governo. Nesse sentido, foi um golpe de sorte que o príncipe Carlos tivesse aceitado o trono e não tivesse uma grande corte para ser mantida. No entanto, as viagens reais e à manutenção das residências reais, após a remodelação inicial em 1905, foram até certo ponto negligenciadas. Um exemplo da situação financeira negativo é que ao príncipe Carlos havia sido prometido um iate real quando ele aceitou o trono, mas isso não foi cumprido até 1947.
Um incidente importante nos primeiros anos da nova monarquia foi em 1928 quando o rei nomeou o primeiro governo trabalhista. O Partido Trabalhista norueguês era naquele tempo muito radical e ainda tinha a abolição da monarquia como parte de seu programa. Era costume para o rei contar com o conselho do primeiro-ministro anterior para decidir a quem dar a missão de ser o novo primeiro-ministro. Neste caso, o primeiro-ministro anterior era conservador e era contra dar poder aos radicais e aconselhou a nomeação de outra pessoa. Mas o rei aderiu à prática estabelecida do parlamentarismo e decidiu nomear Christopher Hornsrud como primeiro-ministro trabalhista. O Partido Trabalhista acabou por tirar a abolição da monarquia de seu programa. 
Durante o ocupação da Noruega pela Alemanha nazista na Segunda Guerra Mundial o rei era um importante símbolo de unidade nacional e de resistência. Sua oposição firme às exigências da rendição alemã foram importantes para o espírito de luta da população norueguesa. Os poderes constitucionais concedidos ao rei no sistema monárquico norueguês fazia sua posição muito importante e permitiu que o governo em exílio continuasse seu trabalho com a legitimidade máxima. 
Após a guerra, a casa real norueguesa conseguiu manter um equilíbrio entre a realeza e acessibilidade. O rei Olavo V foi considerado o rei do povo e o luto da população após a sua morte, em 1991, demonstrou sua elevada posição entre o povo norueguês. Mesmo os republicanos estavam entre as massas de pessoas em frente ao palácio.
Nos anos posteriores, os casamentos do então príncipe herdeiro Haroldo em 1968 e do príncipe herdeiro Haakon em 2001 provocaram certa controvérsia, mas o efeito duradouro sobre a popularidade da monarquia tem sido mínimo. Embora tenha diminuído de seu nível acima de 90 por cento depois da guerra, o apoio à monarquia parece permanecer estável ao redor da marca de 70 por cento.

### Imunidade
O artigo 5 º da constituição afirma:
A pessoa do rei é sagrada, não pode ser censurada ou acusada. A responsabilidade recai sobre o seu conselho.
Este artigo aplica-se ao rei pessoalmente. O rei tem a legal imunidade soberana.

O artigo 37 afirma:
Os príncipes e princesas reais não precisam prestar contas a alguém que não seja o rei, ou a quem ele decreta a sentar-se em juízo sobre eles. 
Isto significa que os príncipes e princesas também têm imunidade ao poder discricionário do rei. Ele pode decidir deixá-los serem julgados pela justiça comum ou ele pode decidir julgar por si mesmo. Isso nunca foi testado na prática. 

### Conselho de Estado
O Conselho de Estado consiste no primeiro-ministro e no seu gabinete, todos formalmente nomeados pelo rei. O conselho de Estado é o governo da Noruega. O sistema parlamentar está em vigor desde 1884 e implica que o gabinete não deve ter o parlamento contra ele, e que a nomeação pelo rei é uma formalidade. Na prática, o monarca vai pedir ao líder de um partido que tem uma maioria no Storting para formar um governo. O rei conta com a assessoria do ministro anterior e do presidente do Storting nesse momento. A última vez que o rei nomeou um novo primeiro-ministro contrário aos conselhos do anterior foi em 1928, quando um primeiro ministro do partido trabalhista foi nomeado. 
O artigo 12 afirma: 
O próprio rei escolhe um conselho  entre os cidadãos noruegueses que têm direito a voto.
O artigo 30 afirma:
[...]Todo mundo que tem um assento no conselho de Estado tem o dever de expressar abertamente sua opinião, e o rei é obrigado a escutar. Mas cabe ao rei tomar uma decisão de acordo com seu próprio julgamento.[...]< Nome ref = "const" /> 

### Veto de leis
O rei tem que assinar todas as leis para que elas se tornem válidas. O rei não vetou qualquer lei nos tempos modernos. A última lei promulgada sem o consentimento do rei era a lei a respeito da bandeira da Noruega em 1898. 

O artigo 78 afirma:
Se o assentimento do rei concorda com a lei, ele acrescenta sua assinatura, e ela se torna válida. 

### Igreja da Noruega
A Igreja da Noruega, também conhecida como a Igreja Evangélica Luterana da Noruega, é a igreja do Estado da Noruega, sendo que 86% dos noruegueses são membros. A Igreja da Noruega professa o luteranismo. 
O rei é o governador supremo e protetor da Igreja da Noruega. Ele formalmente decide quem vai tornar-se bispo e supervisiona se a igreja conduz seus negócios de acordo com "as normas prescritas" para ela. Na prática, essa autoridade foi delegada ao Ministério da Igreja dos Assuntos Internos.

### Comutação de penas
O artigo 20 afirma:
O rei terá o direito no conselho de Estado para perdoar criminosos após a sentença ser aprovada. 
O perdão é a comutação de penas de um crime e as conseqüências a ela associados. Pode ser dada se novas informações sobre o crime ou criminoso veio à luz depois da sentença já dada. O perdão pode implicar uma retirada total ou parcial de punição.
A execução prática desse direito foi delegada para o Ministério da Justiça da Noruega. A aprovação formal de um perdão tem que ser feito pelo rei com opinião do conselho. Em 2004, um total de 51 aplicações de perdão foram aprovadas e 274 foram negadas.

### Nomeação de altos funcionários
O artigo 21 afirma:
O rei deve escolher e nomear, após consulta com seu conselho de Estado, todos os altos funcionários civis, eclesiásticas e militares. 
A nomeação é feita formalmente pelo rei, mas na prática é realizada pelo governo eleito. 

### Demitir o governo
O artigo 22 afirma:
O primeiro-ministro e os demais membros do Conselho de Estado, juntamente com os secretários de Estado, podem ser demitidos pelo rei, sem qualquer decisão judicial anterior, depois de ter ouvido o parecer do conselho de Estado sobre o tema.

### Ordens de cavalaria
O artigo 23 afirma:
O rei pode dar ordenações a quem ele quiser, como uma recompensa por serviços diferenciados [...]
A Noruega tem duas ordens de cavalaria: a Ordem Real Norueguesa de Santo Olavo e a Ordem Real Norueguesa de Mérito.

### Guerra
O artigo 25 afirma:
O rei é o comandante chefe das forças terrestres e navais do reino. 
O rei também é comandante chefe da força aérea. Essa não é mencionada porque não havia força aérea em 1814. 

O artigo 26 afirma: 
O rei tem o direito de convocar as tropas, para participar das hostilidades em defesa do reino, e fazer a paz, celebrar convenções, e receber agentes diplomáticos.
O rei é reverenciado nas forças armadas como seu mais alto comandante, mas não há dúvida quanto ao controle completo das forças armadas pelo governo eleito. Os reis da Noruega têm, tradicionalmente, recebido um extenso treinamento militar antes subir ao trono. Durante a Segunda Guerra Mundial o rei teve um papel mais ativo na tomada de decisão e, embora o governo tivesse a última palavra, o conselho do rei era sempre ponderado no final. Em uma ocasião durante a ocupação da Noruega pela Alemanha nazista, o rei recebeu um ultimato da Alemanha exigindo a rendição da Noruega. O rei Haakon VII disse que iria abdicar se o governo decidisse aceitar. Em 1944, o príncipe herdeiro Olavo foi nomeado chefe da defesa com base em sua capacidade de liderança militar.

## Linha de sucessão
|  |  |  |  |

A linha de sucessão ao trono da Noruega seguiu a primogenitura absoluta desde 1990, assim como é descrito no artigo 6 da Constituição da Noruega: 

A ordem de sucessão é linear, de modo que apenas uma criança nascida do casamento legal da rainha ou rei, e que a próxima linha de sucessão terá precedência sobre o mais velho na linha ao longo dos mais jovens. 
Um nascituro também deve ser incluído entre os beneficiários da sucessão e tomará imediatamente ou seu lugar nesta, sendo válida assim ele é nascido no mundo.
O direito de sucessão não poderá, contudo, pertencer a qualquer pessoa que não nasceu na linha de descendência direta entre a última rainha reinante ou rei ou um seu irmão ou irmã.
[...]

A linha específica de sucessão é a seguinte: 
1. Sua Alteza Real o príncipe herdeiro Haakon Magnus da Noruega, filho do rei Haroldo (n. 1973)
2. Sua Alteza Real a princesa Ingrid Alexandra, filha do príncipe herdeiro Haakon da (n. 2004)
3. Sua Alteza o príncipe Sverre Magno, filho do príncipe herdeiro (n. 2005)
4. Sua Alteza a princesa Marta Luísa, filha do rei Haroldo (n. 1971)
5. Maud Angelica Behn, filha da princesa Marta Luísa (n. 2003)
6. Leia Isadora Behn, a segunda filha da princesa Marta Luísa (n. 2005)
7. Emma Tallulah Behn, a terceira filha da princesa Marta Luísa (n. 2008)

## Finanças
O rei, a rainha, o príncipe e a princesa são isentos do pagamento de qualquer taxa ou tributo e suas finanças pessoais não são reveladas ao público. Outros membros da família real perdem esse privilégio com o casamento. Acredita-se que o rei possui uma fortuna pessoal de um tamanho notável. 
As fazendas reais geram alguma receita, mas esta é sempre reinvestida nas próprias propriedades. 
No orçamento do Estado norueguês de 2010, a soma de 142,5 milhões de coroas norueguesas foi alocada à casa real. 16,5 milhões também foram dados aos monarcas como apanage. 20,9 milhões foram dados para reabilitar as propriedades reais. Em 2010, a Casa Real da Noruega afirmou que a fortuna do rei estava perto de 100 milhões de coroas norueguesas. 500 milhões de coroas norueguesas foram usadas no final dos anos 1990 na extensa reforma de residências reais que ainda estão em andamento. A restauração do Palácio Real de Oslo foi muito além do orçamento, porque o seu estado estrutural estava muito pior do que o esperado. No entanto, a grande despesa foi criticada na mídia.

## Monogramas
Cada membro da família real da Noruega tem o seu monograma real próprio.

Monograma real de Haroldo V
Monograma real de Sônia
Monograma real de Haakon Magnus
Monograma real de Mette-Marit
Monograma real de Ingrid Alexandra
Monograma real de Sverre Magno
Monograma real de Marta Luísa
Monograma real de Ragnhild

## Residencias reais

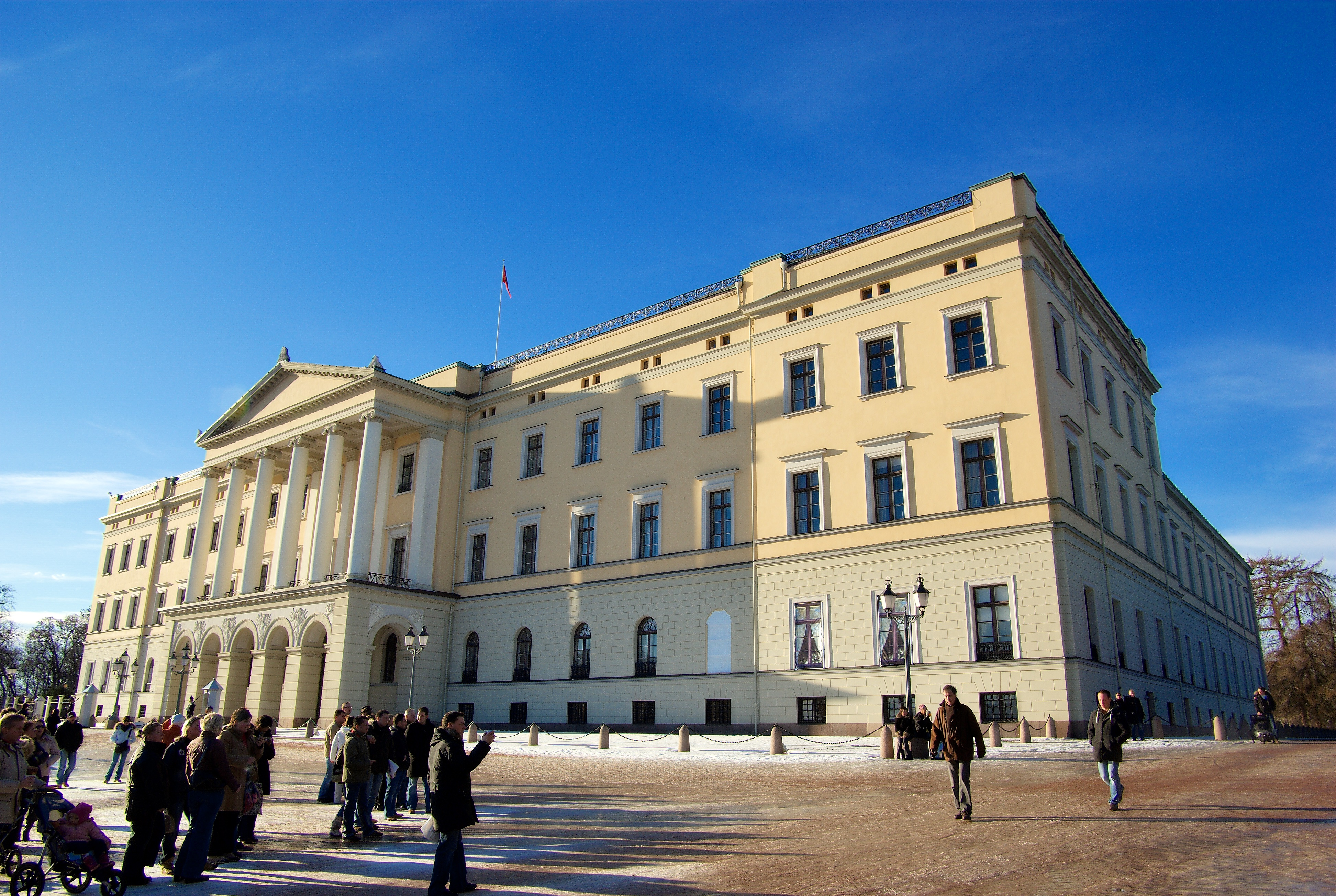
Palácio Real de Oslo
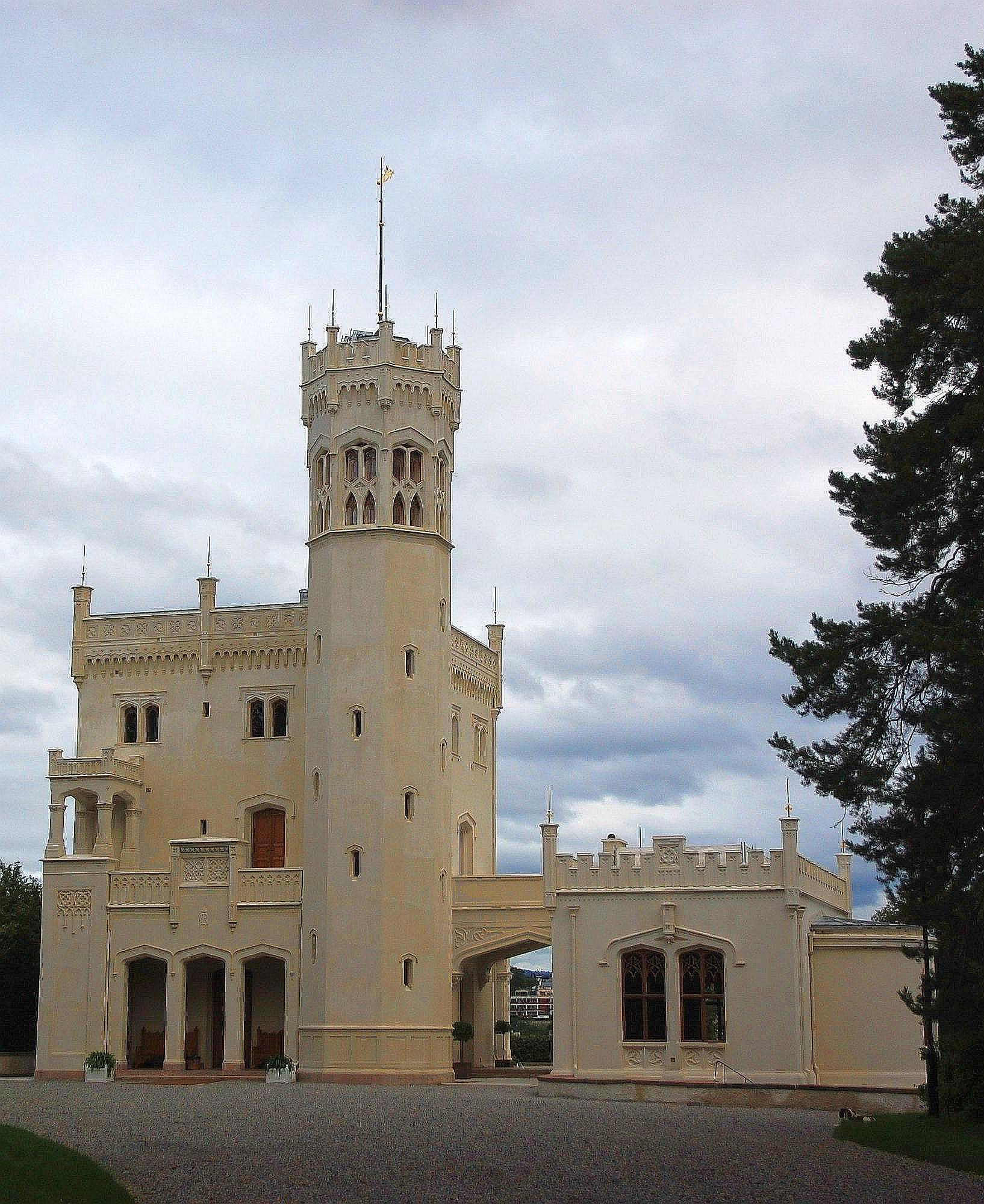
Palácio Oscarshall
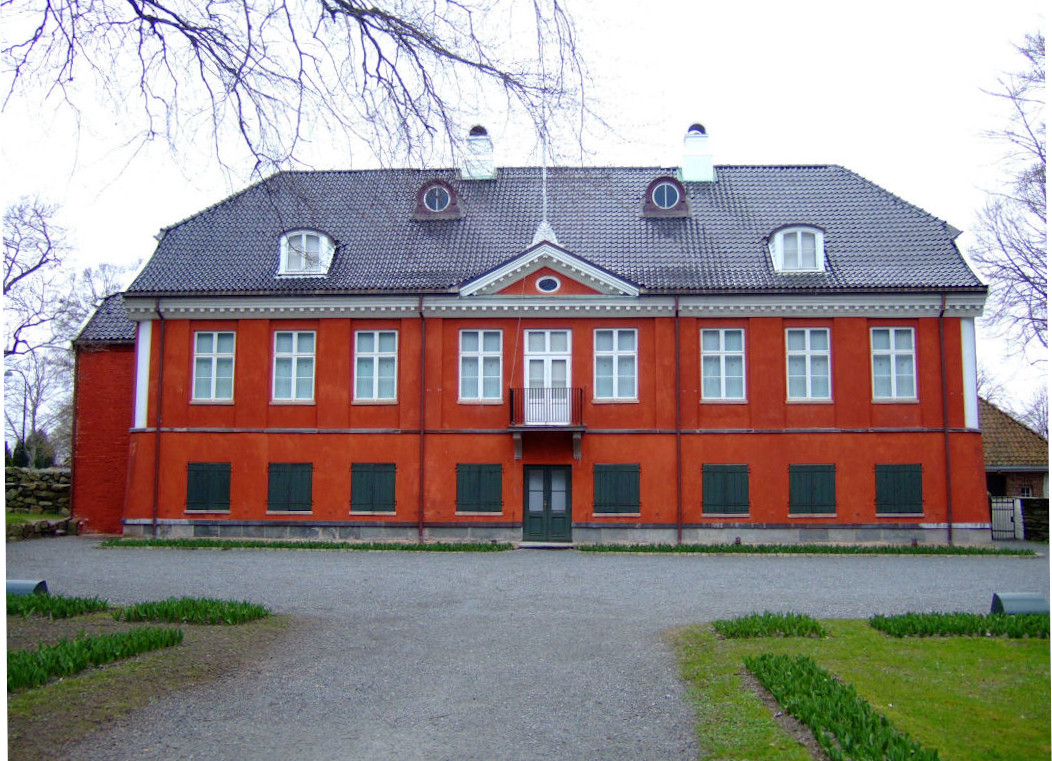
Palácio Ledaal
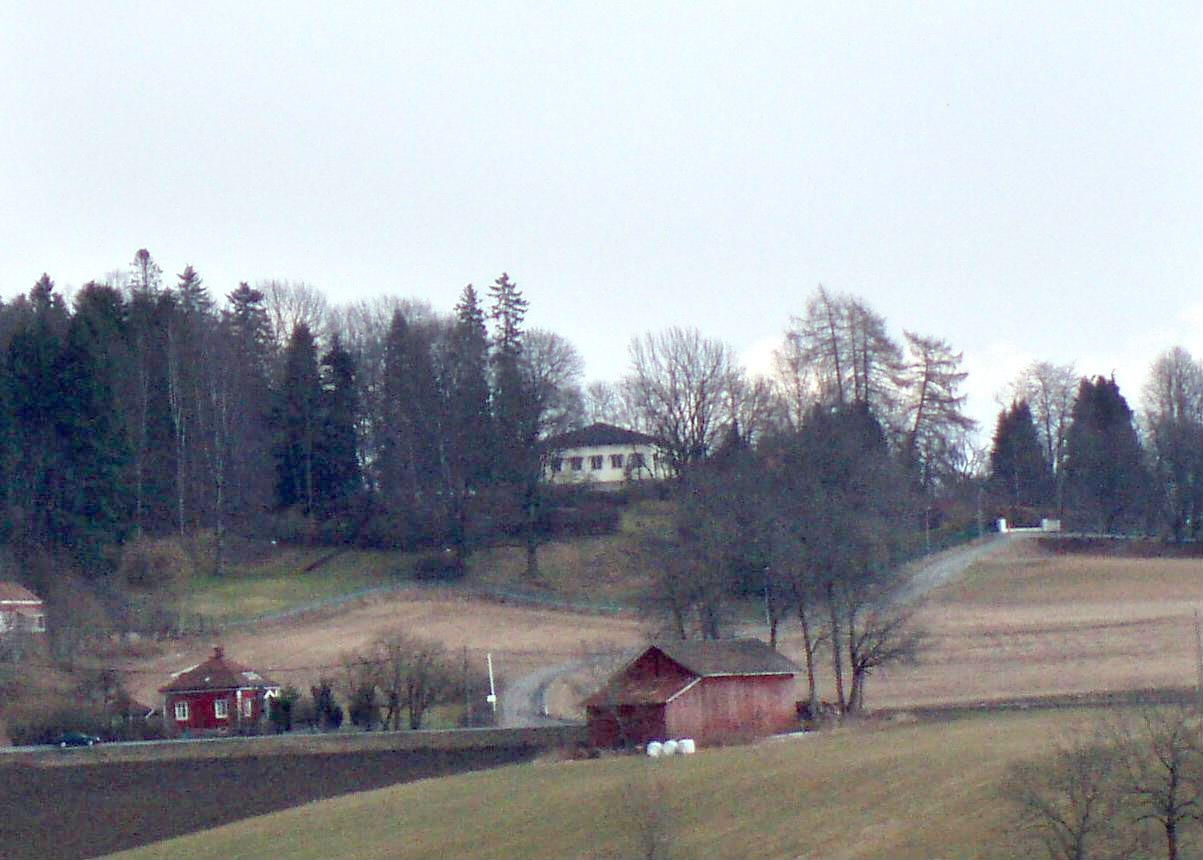
Skaugum
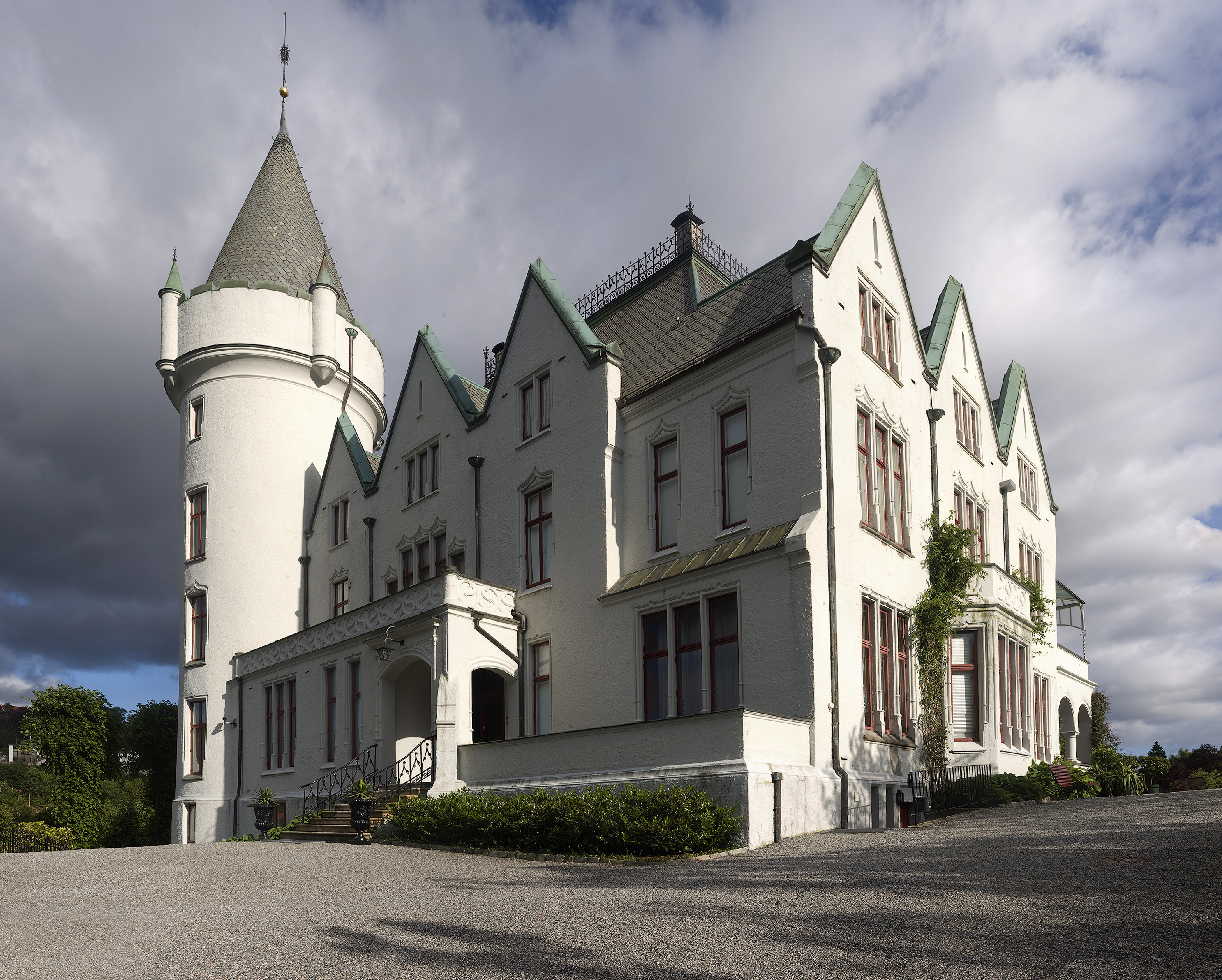
Gamlehaugen
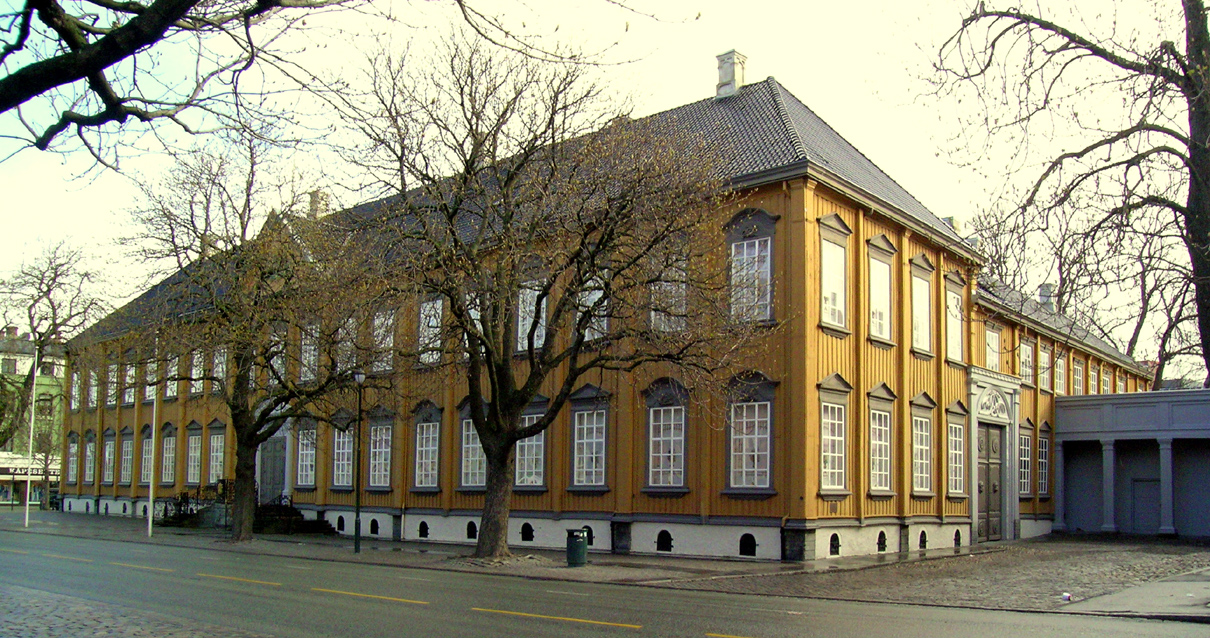
Stiftsgården
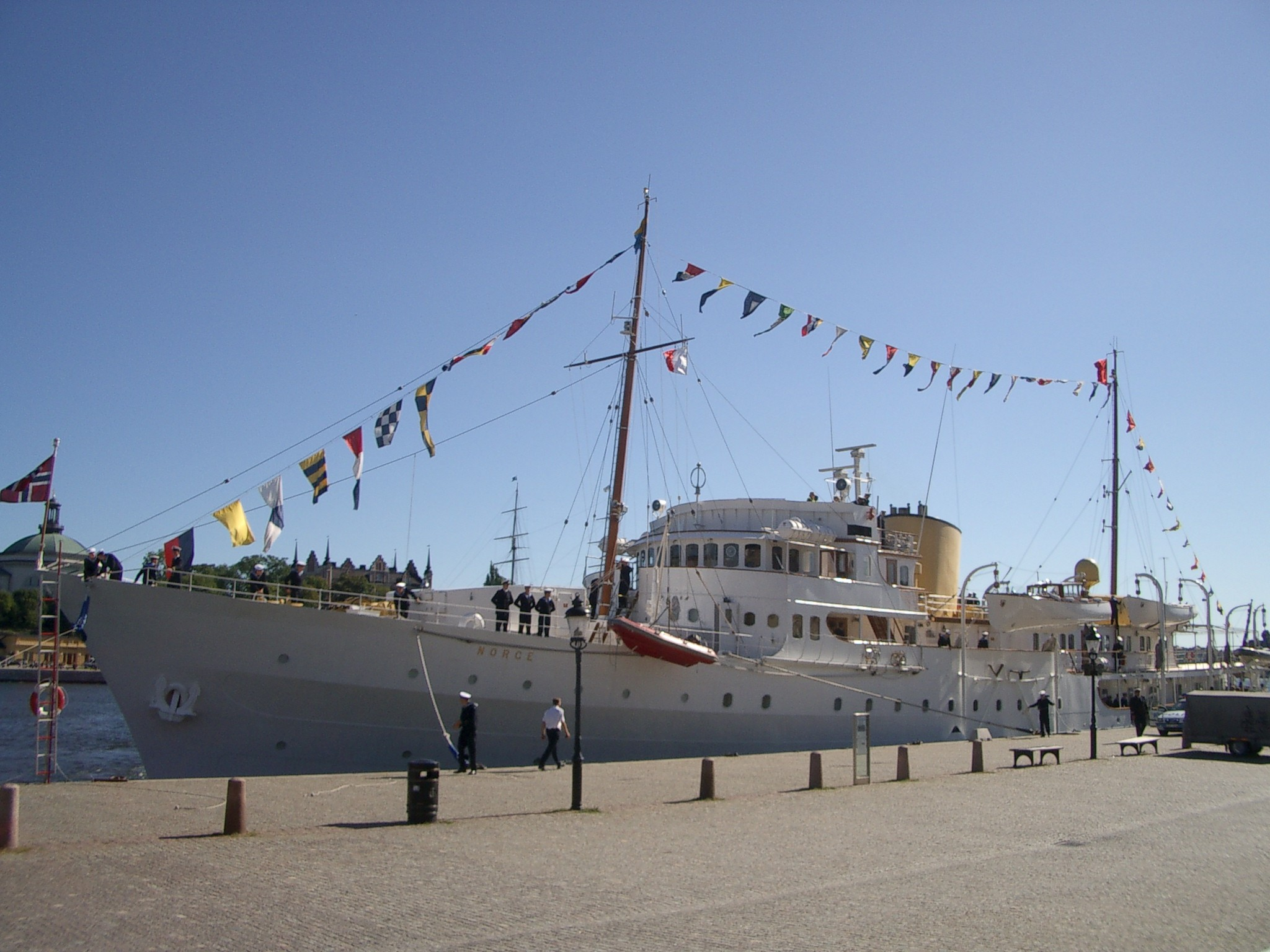
Iate real norueguês

O Palácio Real de Oslo é a principal residência oficial do monarca. Foi construído na primeira metade do século XIX como residência do rei norueguês e sueco Carlos III João e é usado como residência oficial do monarca norueguês atualmente. Bygdøy Real Estate é a residência oficial de verão e também está situado em Oslo. Bygdøy estava sob restauração extensa e, portanto, não tem sido utilizado regularmente desde a da coroação do rei Haroldo V. Oscarshall é um "castelo de lazer", também situado em Oslo, mas raramente usado. Há também residências oficiais em três outras cidades norueguesas: 
- Gamlehaugen em Bergen
- Ledaal em Stavanger
- Stiftsgården em Trondheim

Todas as residências oficiais são parcialmente abertas ao público.
O rei é dono de um iate real com o nome HNoMY Norge, que é mantida pela Marinha Real da Noruega  e é usado tanto em viagens oficiais e privadas na Noruega e no exterior.  Existe também uma linha real de trens para a monarquia.
O casal coroado de príncipes reside em Skaugum, em Asker, município fora de Oslo, enquanto que as três princesas da Noruega vivem em propriedades de Oslo, Fredrikstad e no Rio de Janeiro, Brasil. 
Ambos Skaugum e Bygdøy são fazendas produtoras de leite, grãos e carne, onde os lucros são reinvestidos nas próprias fazendas. Em 2004, o rei transferiu a gestão das atividades pecuárias na Bygdøy para o Museu Norueguês da História Cultural.
A família real também possui várias casas de férias com natureza privada.

## Título
Sua Majestade o rei Haroldo V do Reino da Noruega.

## Real brasão de armas

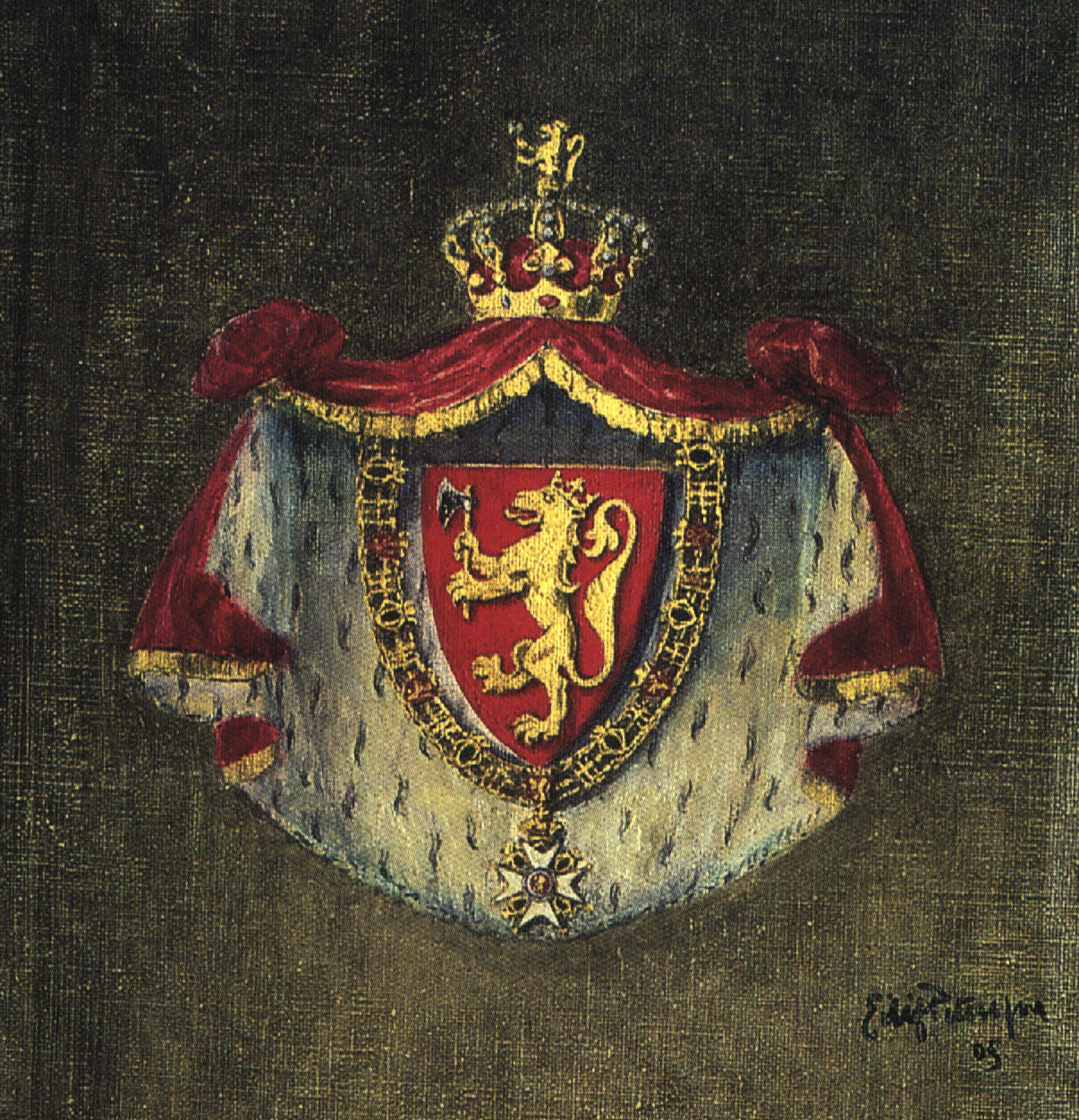
Desenho do Brasão real de 1905 feito por Eilif Peterssen.

O brasão de armas da Noruega é uma das mais antigas da Europa e serve tanto como o brasão de armas da nação como da casa real. Esta manutenção de igualdade segue o que ocorria com os brasões dos reis da Noruega durante a Idade Média.

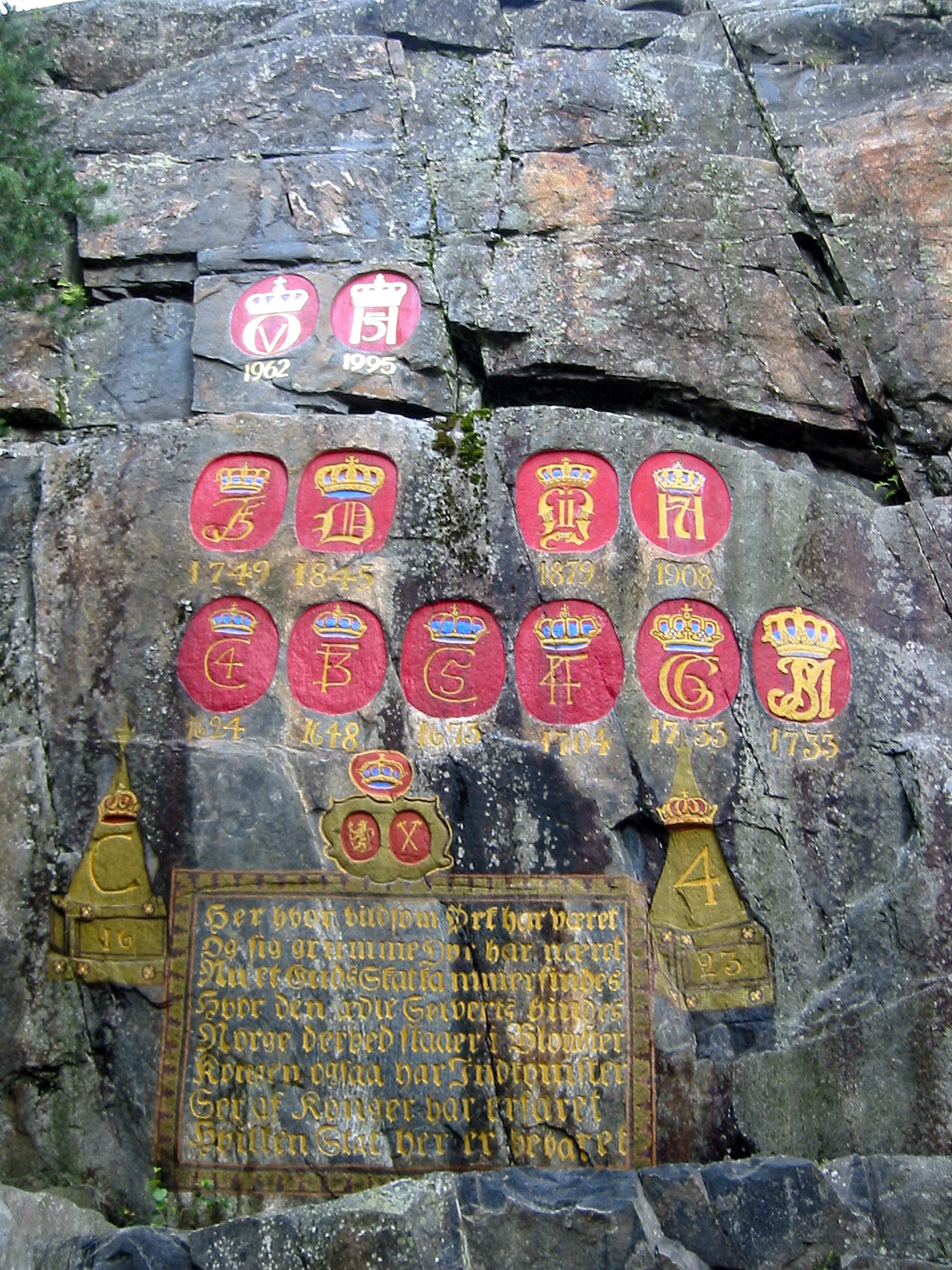
Monogramas reais gravados em montanha.

Haakon, o Velho (1217-1263) usou no escudo um leão. A referência mais antiga preservada sobre a cor das armas é Saga do Rei escrito em 1220.
Em 1280, o rei Érico Magnusson adicionou um machado e uma coroa no leão. O machado é o machado mártir de Santo Olavo, a arma usada para matá-lo na batalha de Stiklestad em 1030. 
A utilidade específica dos brasões da Noruega mudou ao longo dos anos. No final da Idade Média, o braço do machado dinamarquês cresceu gradualmente e chegou a se assemelhar a uma alabarda. O braço foi curvado para se ajustar à forma do escudo preferido na época, sendo também mudado para combinar a forma das moedas. A alabarda foi oficialmente descartada e o machado menor reintroduzido por decreto real em 1844. Em 1905, ocorreu nova mudança no brasão de armas.
O brasão de armas da casa real, bem como o estandarte real usa o design do leão de 1905. A descrição mais antiga preservada do estandarte real está no selo da duquesa de Ingebjørg de 1318. O uso novamente como brasão real da Noruega foi aprovado pelo rei após algumas modificações em 20 de maio de 1992.